# Pedicularis kangtingensis
Pedicularis kangtingensis är en snyltrotsväxtart som beskrevs av Tsoong. Pedicularis kangtingensis ingår i släktet spiror, och familjen snyltrotsväxter. Inga underarter finns listade i Catalogue of Life.